# Championnat d'Europe de la montagne 1932
Navigation
1931 1933
Le Championnat d'Europe de la montagne 1932 est la troisième saison du championnat du même nom organisé par l'Association Internationale des Automobile Clubs Reconnus (AIACR). Cette année, le championnat est remporté par les pilotes allemands Rudolf Caracciola sur voiture de course (RC) et Hans Stuck sur voiture de sport (SC).

## Épreuves de la saison
| N° | Épreuve                  | Date        | Pilote vainqueur  | Châssis            | Catégorie | Temps         |
| -- | ------------------------ | ----------- | ----------------- | ------------------ | --------- | ------------- |
| 1  | Kesselberg (Kochel)      | 12 juin     | Rudolf Caracciola | Alfa Romeo Monza   | RC        | 3 min 52 s 2  |
| 2  | Gaisberg (Salzbourg)     | 24 juillet  | Rudolf Caracciola | Alfa Romeo Tipo B  | RC        | 7 min 57 s 08 |
| 3  | Col du Klausen (Altdorf) | 7 août      | Rudolf Caracciola | Alfa Romeo Tipo B  | RC        | 15 min 50 s 0 |
| 4  | Stelvio (Merano)         | 28 août     | Hans Stuck        | Mercedes-Benz SSKL | SC        | 15 min 23 s 0 |
| 5  | Mont Ventoux (Avignon)   | 4 septembre | Rudolf Caracciola | Alfa Romeo Monza   | RC        | 15 min 12 s 4 |

## Classement
Contrairement au système précédent, le Championnat distribue les points en tant que « sanction », récompensant la régularité. Le champion est le pilote qui a inscrit le minimum de points au cours de la saison. Seuls les quatre meilleurs résultats comptent pour le score total.

### Catégorievoitures de course
| Pos. | Pilote            | Voiture          |   |   |   |     |   | Points |
| ---- | ----------------- | ---------------- | - | - | - | --- | - | ------ |
| 1    | Rudolf Caracciola | Alfa Romeo Monza | 1 | 1 | 1 | (2) | 1 | 4      |
| 2    | Henry Tauber      | Alfa Romeo       | 5 | 2 | 5 | (5) | 4 | 16     |
| 3    | Hans Stuber       | Bugatti          | 2 | 3 | 4 |     |   | 19     |
| 4    | Paul Pietsch      | Bugatti T35      | 3 | 5 | 5 |     |   | 23     |
| 5    | Mario Tadini      | Alfa Romeo 2300  |   |   |   | 1   |   | 31     |
| 6    | Louis Chiron      | Bugatti          |   |   | 2 |     |   | 32     |
|      | Albert Divo       | Bugatti          |   |   |   |     | 2 | 32     |
| 8    | Achille Varzi     | Bugatti          |   |   | 3 |     |   | 33     |
|      | Giovanni Minozzi  | Bugatti          |   |   |   | 3   |   | 33     |
|      | F Benoit          | Bugatti          |   |   |   |     | 3 | 33     |

| Couleur | Résultat          | Points |
| ------- | ----------------- | ------ |
| Or      | Vainqueur         | 1      |
| Argent  | 2e place          | 2      |
| Bronze  | 3e place          | 3      |
| Vert    | 4e place          | 4      |
| Bleu    | Classé            | 5      |
| Violet  | Abandon           | 10     |
| Blanc   | N'a pas participé | 10     |

### Catégorievoiture de sport
| Pos. | Pilote                  | Voiture           |   |   |   |   |     | Points |
| ---- | ----------------------- | ----------------- | - | - | - | - | --- | ------ |
| 1    | Hans Stuck              | Mercedes-Benz SSK | 1 | 1 | 1 | 1 | (1) | 4      |
| 2    | Charly Jellen (de)      | Bugatti           | 3 | 2 | 3 | 2 | (5) | 10     |
| 3    | Tazio Nuvolari          | Alfa Romeo        |   |   | 2 | 3 |     | 25     |
| 4    | Manfred von Brauchitsch | Mercedes-Benz SSK | 2 |   |   |   |     | 32     |
|      | Pierre Rey              | Alfa Romeo        |   |   |   |   | 2   | 32     |
| 6    | Bruno Fontanini         | Alfa Romeo        |   | 3 |   |   |     | 33     |
|      | Raymond Sommer          | Alfa Romeo        |   |   |   |   | 3   | 33     |

## Sources
- Résultats sur goldenera.fi
- Résultat sur euromontagna.com
- (en) Hans Etzrodt, « The Golden Era - HILL CLIMB WINNERS 1897-1949 », Part 5 (1931-1936) (consulté le 18 mai 2011)
- (en) Hans Etzrodt, « The Golden Era - HILL CLIMB WINNERS 1897-1949 », Hill Climb Championships (consulté le 16 mai 2011)